# グラント郡区 (アイオワ州セロゴード郡)
グラント郡区は、アメリカ合衆国、アイオワ州、セロゴード郡にある16の郡区の一つである。2000年の国勢調査で、人口は354人だった。
グラント郡区は、飛行機の墜落事故の場所がen:Clear Lakeの北にあり、バディ・ホリーとリッチー・ヴァレンスとen:The_Big_Bopperと、そのパイロットのRoger_Petersonとともに、1959年2月3日に死亡した。その地点は、リンカーン郡区との境近くの東端に位置している。

## 地理
グラント郡区は、91.8平方キロメートル（35.45平方マイル)で、組み込まれた自治体(incorporated settlements)はない。
アメリカ地質調査所によると、この郡区はGrantの1つの霊園が含まれる。
Fertileが北に隣接する。